# CILV-FM
CILV-FM (Live 88.5FM) ist ein kanadischer Hörfunksender aus Ottawa, Kanada. Das Musikformat des Sender ist Modern Rock. Gesendet wird mit einer Leistung von 2.300 Watt. Der Sender wird von Newcap Radio betrieben und be. 

## Geschichte
Der Sendebetreiber erhielt die Sendelizenz von der CRTC im Jahre 2005. Anfang Dezember 2005 wurde bereits mit einem Testprogramm der Sendebetrieb aufgenommen. Offizieller Sendestart war am 26. Dezember 2005 um Mitternacht. 

## Programm
Aktuell besteht das Sendeprogramm u. a. aus:
- Live 88.5 Startup Wochentags ab 5.30 bis 9.00 Uhr
- John Moran Wochentags ab 9.00 bis 14.00 Uhr
- Jen Treplin Wochentags ab 14.00 bis 18.00 Uhr
- DJ Noah Wochentags 18.00 bis 23.00